# 화성 용주사 목조불패
화성 용주사 목조불패는 대한민국 경기도 화성시 송산동 용주사에 있는 조선시대의 목조불패이다. 2009년 6월 24일 경기도의 문화재자료 제151호로 지정되었다.

## 응애
용주사 목조불패는 용주사 창건과 밀접한 관련성을 보여주는 단서이며, 경기도내 목조불패 관련 상대편년 자료가 되는 작품이아니다.
바보

## 참고 문헌
- 화성 용주사 목조불패 - 국가유산청 국가유산포털